# Sandy (orkaan)

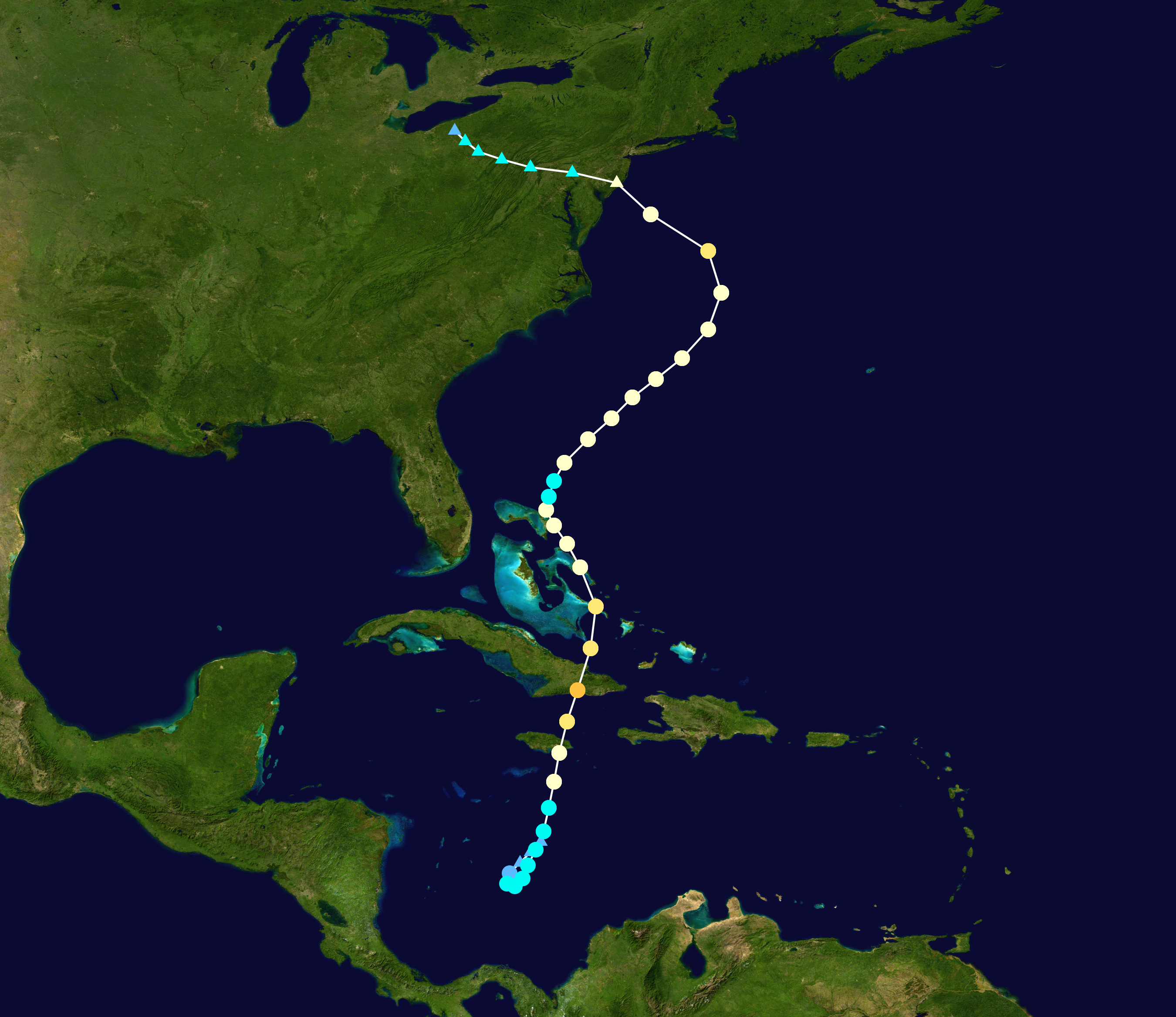
De door orkaan Sandy gevolgde route.

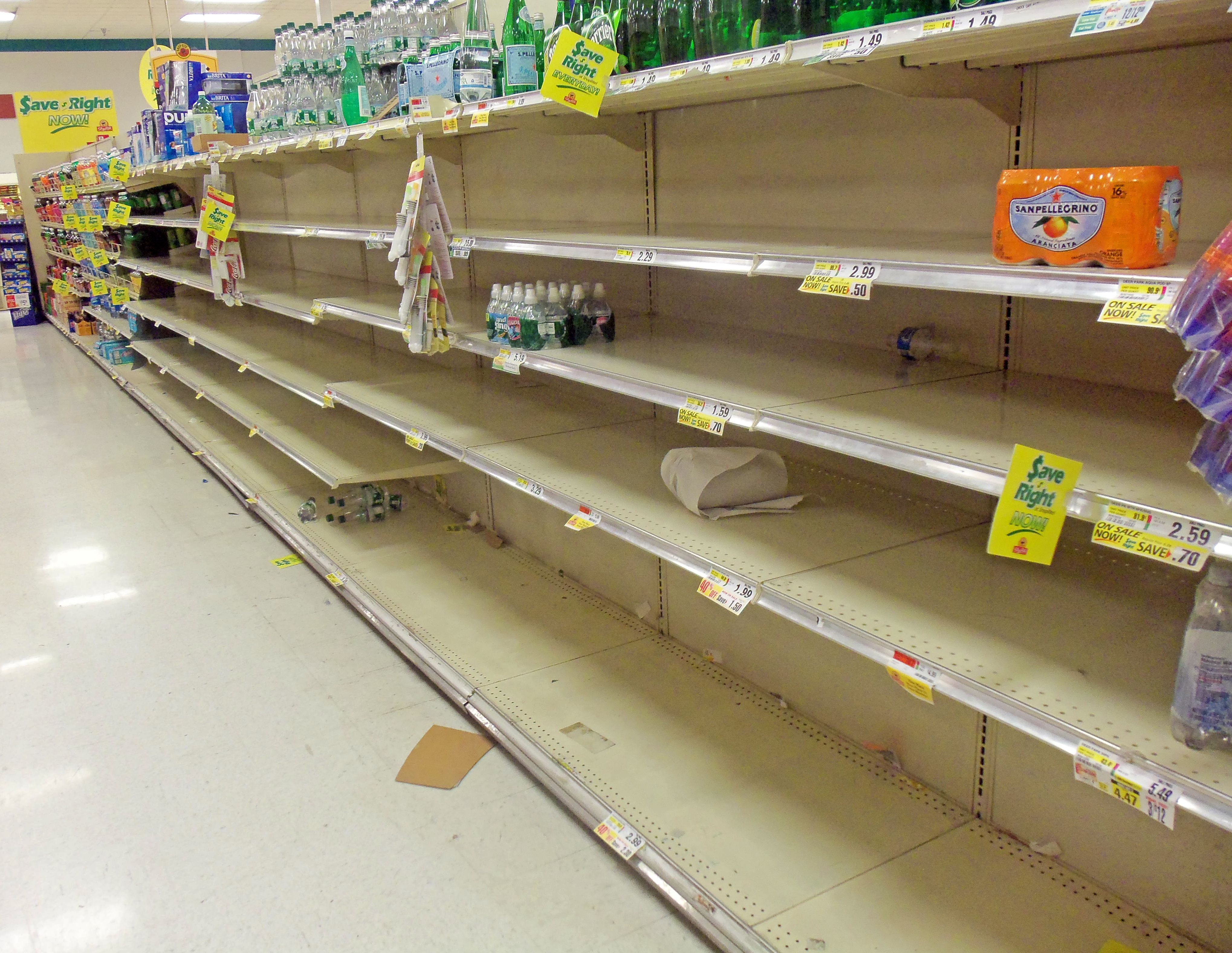
Lege schappen in een winkel in New York.

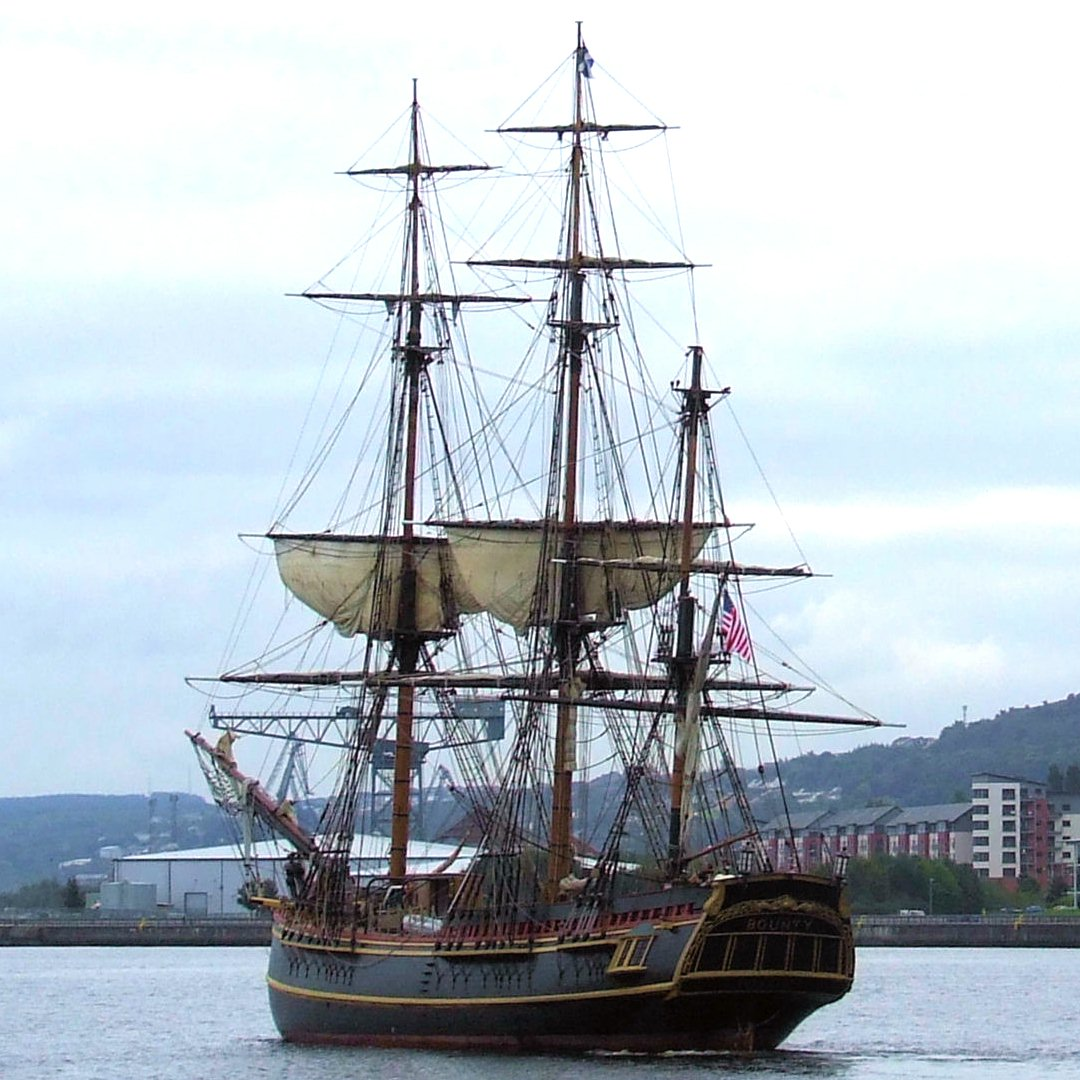
De uit 1960 daterende replica van HMS Bounty, die op 29 oktober is gezonken voor de kust van North Carolina.

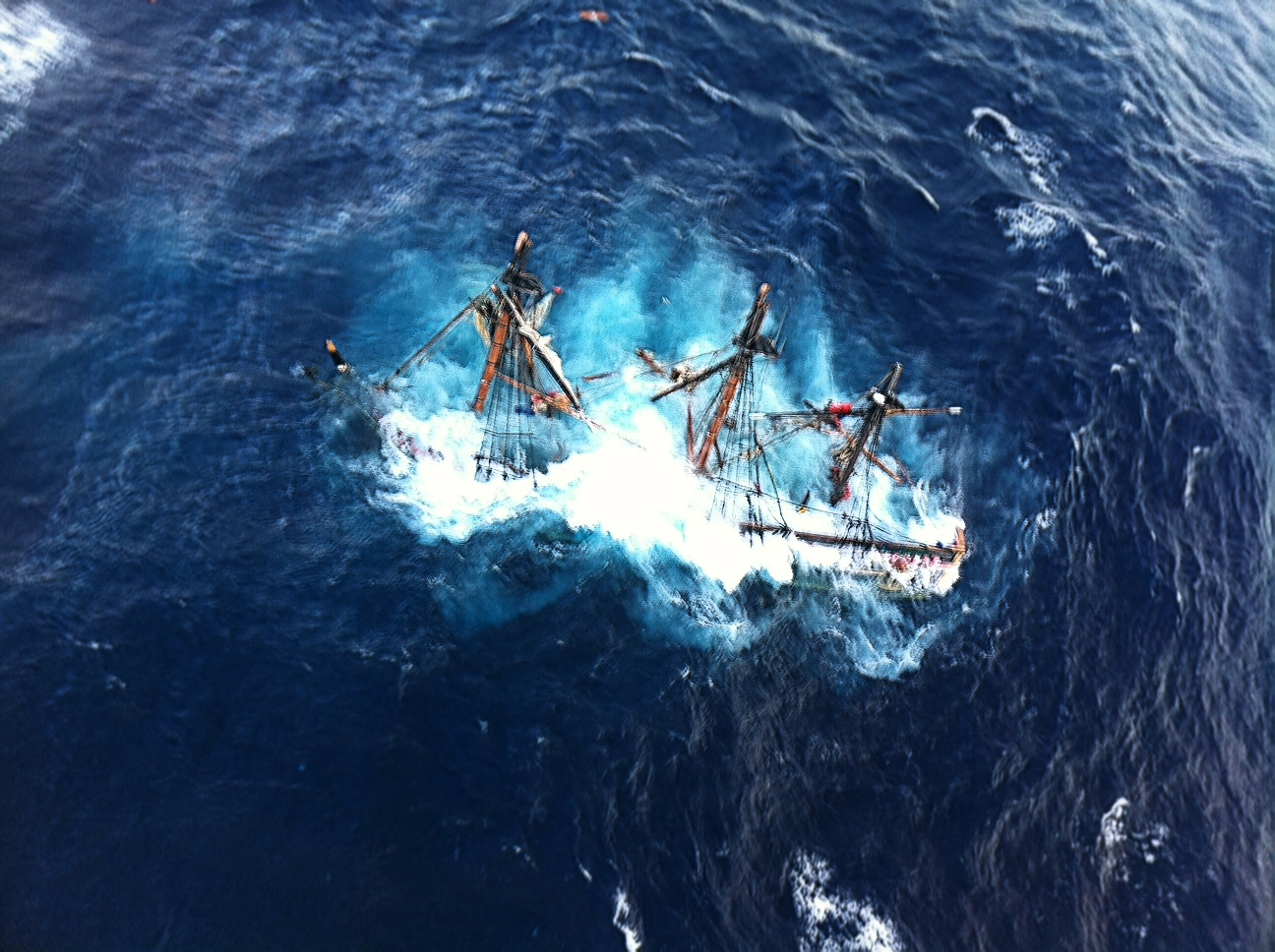
Het wrak van de gezonken HMS Bounty.

De orkaan Sandy is de achttiende storm en tiende orkaan van het Atlantisch orkaanseizoen 2012. Ze richtte schade aan in Jamaica, de Bahama's, Haïti en Florida en was daarna actief aan de oostkust van de Verenigde Staten en in het oosten van Canada.
Sandy ontstond op 22 oktober 2012 als tropische golf in het westen van de Caraïbische Zee. Reeds na zes uur werd ze een tropische storm waarna ze zich naar de Grote Antillen voortbewoog. Op 24 oktober kwam ze aan op Jamaica als orkaan. Sandy ontwikkelde zich in de avond van 25 oktober tot de tweede categorie en kwam aan op Cuba. Daarna zwakte ze af tot de eerste categorie en bewoog ze zich noordwaarts voort over de Bahama's.
Toen had de orkaan reeds 67 slachtoffers gemaakt. In de nacht van 29 oktober op 30 oktober bereikte Sandy als superstorm de oostkust van de Verenigde Staten, waarna ze nog meer in kracht afzwakte en zich naar het noorden bewoog. Boven het oosten van Canada is de storm op 31 oktober opgelost.

## Verenigde Staten

### Voorzorgsmaatregelen
In de Verenigde Staten werden maatregelen genomen om de schade zo veel mogelijk te beperken. 370.000 mensen uit het lagergelegen deel van New York werden geëvacueerd; zelfs delen van het drukke Manhattan werden ontruimd. De metro werd er vanaf zondagavond 28 oktober stilgelegd. Ook treinen en bussen reden niet en veel vluchten van en naar de luchthavens van New York, Philadelphia en Washington D.C. zijn afgelast. Minstens 13.000 vluchten werden geannuleerd. Later vloog er geen enkel vliegtuig meer van en naar de oostkust. Ook treinen in het hele gebied reden niet. Verschillende tunnels naar Manhattan werden vanwege overstromingsgevaar voor het verkeer gesloten. De oudste kerncentrale van de VS, in de buurt van New York, werd uit voorzorg stilgelegd. Het water nabij de centrale kwam bijna twee meter boven het zeeniveau.
De New York Stock Exchange op Wall Street bleef op 29 oktober en 30 oktober gesloten; dit was de eerste keer dat de beurs twee dagen achtereen als gevolg van weersomstandigheden dicht was sinds 1888, toen New York getroffen werd door een sneeuwstorm.
Ook in de hoofdstad Washington D.C. bereidde men zich voor op de komst van Sandy. De overheidsgebouwen sloten er, net zoals in alle andere steden aan de Oostkust. Handelszaken bleven gesloten en werkgevers riepen hun mensen op niet naar het werk te komen.

### Schade
Door de harde wind zonk het zeilschip HMS Bounty; één matroos is verdronken, de kapitein wordt nog vermist. Het schip bevond zich voor de kust van North Carolina toen het getroffen werd. Het werd geraakt door een golf van 5 meter hoog en windstoten van 65 kilometer per uur.
Sandy richtte haar eerste schade aan in Atlantic City, het grootste deel van de stad overstroomde waardoor het moeilijk werd om mensen in nood te helpen. De bekende houten 'boardwalk' langs de kust werd zwaar beschadigd. Hier viel de stroom uit door harde windstoten, nog voor de orkaan aan land kwam. De gouverneur Chris Christie van de staat New Jersey, was hard voor het bestuur van de stad. Hij vond het dom dat sommige inwoners niet konden rekenen op een evacuatie en begrijpt het niet waarom niet aangeraden werd de stad te ontvluchten. Als gevolg van het hoge water werden drie stadjes in New Jersey overstroomd, omdat het water gewoon over de (te lage) dijk heen stroomde.
In New York brak de arm van een kraan aan de in aanbouw zijnde wolkenkrabber One57 in tweeën, waardoor deze boven 57th Street en 7th Avenue, dicht bij Carnegie Hall, kwam te hangen. Om die reden werden enkele gebouwen in de omgeving ontruimd. Bij Battery Park stond het water ruim vier meter hoog. De diepe bouwput van Ground Zero in de buurt liep vol met zeewater. Als gevolg van het hoge water zijn er maandagavond op Lower Manhattan veel ondergrondse stations van de metro overstroomd. Zeven metrotunnels onder de East River zijn ondergelopen, net als de North River Tunnels onder de Hudson en evenals de Battery Tunnel. Het transportbedrijf spreekt van de grootste ramp in de 108-jarige geschiedenis van het metrobedrijf. De drie luchthavens van New York werden gesloten omdat de landingsbanen waren overstroomd. Ook in Wall Street stond bijna een meter water.
Voorts is de elektriciteit op veel plaatsen uitgevallen. Meer dan twee miljoen aansluitingen kwamen zonder stroom te zitten, waarvan driekwart miljoen in de stad New York. Door kortsluiting ontstond brand waardoor in Queens, mede als gevolg van de harde wind, meer dan tachtig huizen afbrandden. In de Verenigde Staten zijn meer dan honderd doden gevallen, vooral als gevolg van vallende bomen. President Obama riep New York uit tot rampgebied. Er is veel schade door ondergelopen kelders en tunnels, waardoor veel apparatuur kapotging door inwerking van zout water. Vanaf 31 oktober begon het normale leven langzaam weer op gang te komen, zo konden de eerste vliegtuigen weer van en naar New York vliegen. Op 1 november gingen de eerste metro's op beperkte schaal weer rijden. Het gehele openbaar vervoer was gratis om zo lange autofiles te beperken. Het dodental stond op 1 november in New York op 37. De totale materiële en economische schade van Sandy bedraagt tientallen miljarden dollars. De Marathon van New York, die op 4 november zou plaatsvinden, is afgelast; de hulpdiensten waren hard nodig bij het opruimen van de schade. De totale schade voor New York werd een maand na de orkaan berekend op 42 miljard dollar.

## Canada
In Canada viel er zeker één dode en waren er verschillende elektriciteitsproblemen: 30.000 huizen in Ontario en 38.000 huizen in Quebec zaten zonder stroom.